# Pitkäjärvi (sjö i Juankoski, Norra Savolax)
Pitkäjärvi är en sjö i kommunerna Kuopio (före 2017 Juankoski kommun) och Tuusniemi i landskapet Norra Savolax i Finland. Sjön ligger 114,4 meter över havet. Den är 10,8 meter djup. Arean är 46 hektar och strandlinjen är 5,31 kilometer lång. Sjön  ingår i Vuoksens huvudavrinningsområde.   Den ligger omkring 34 kilometer öster om Kuopio och omkring 360 kilometer nordöst om Helsingfors. 